# Регламент про доброчесність та прозорість на оптовому енергетичному ринку
Регла́мент про доброче́сність та прозо́рість на опто́вому енергети́чному ри́нку (REMIT) — нормативно-правовий акт Європейського Союзу, спрямований на підвищення прозорости та стабільности європейських енергетичних ринків, одночасно борючись із торгівлею внутрішньою інформацією та маніпулюванням ринком. REMIT був прийнятий в Європейському Союзі в 2011 році. Частина регламенту негайно набула чинности в усіх державах-членах ЄС, а деякі зобов'язання щодо реєстрації та звітности про транзакції набудуть чинности лише після ухвалення імплементаційних актів REMIT. Агентству ЄС ACER було доручено нагляд і регулювання енергетичних ринків відповідно до REMIT.

## Законодавство
У жовтні 2011 року Європейський парламент і Європейська рада прийняли Регламент (ЄС) № 1227/2011 «Регламент про цілісність та прозорість оптового енергетичного ринку» (REMIT). REMIT набув чинности 28 грудня 2011 року, через двадцять днів після публікації в Офіційному віснику ЄС.
Збір даних про операції на оптовому енергетичному ринку, як це передбачено статтею 8, ще не запроваджено. Звітування про транзакції почнеться через дев'ять місяців після публікації імплементаційних актів REMIT, яка сталася 18 грудня 2014 року. Таким чином, спочатку REMIT обмежується забороною та обов'язковим звітуванням про інсайдерську торгівлю та маніпулювання ринком, а також зобов'язанням публікувати інсайдерську інформацію.
Під час підготовки імплементаційних актів Генеральний директорат ЄС, відповідальний за регулювання, Генеральний директорат з енергетики, замовив ринкові консультації та звіт про впровадження системи звітности про дані та транзакції для REMIT у 2012 році.

## Зміст
REMIT складається з чотирьох основних елементів:
- Заборона інсайдерської торгівлі (стаття 3) та маніпулювання ринком (стаття 5)
- Зобов'язання учасників ринку зареєструватися у своєму компетентному національному регуляторному органі (стаття 9)
- Зобов'язання учасників ринку повідомляти про операції на оптовому ринку енергоресурсів (стаття 8) та оприлюднювати інсайдерську інформацію (стаття 4)
- Уповноваження ACER на впровадження REMIT, зокрема на моніторинг ринку (стаття 7), збір звітів про транзакції (стаття 8) та реєстрацію учасників ринку (стаття 9)

Визначення REMIT «учасник ринку» стосується будь-якої юридичної чи фізичної особи, яка здійснює операції з оптової торгівлі енергетичними продуктами. Зокрема, це визначення охоплює енерготрейдерів, операторів транспортних систем, регульовані біржі для ринків електроенергії чи газу та енергетичних брокерів.
Визначення REMIT «оптові енергетичні продукти» включає фізичні та фінансові контракти на електроенергію або природний газ, якщо доставка здійснюється в Європейському Союзі. Зокрема, це визначення включає контракти на постачання, транспортування та похідні операції, такі як опціони або свопи. Контракти на постачання та розподіл для споживачів і промислових клієнтів, які споживають менше 600 ГВт-год на рік, виключаються з REMIT. Трансакції, про які вже було повідомлено відповідно до EMIR, не потрібно повторно звітувати відповідно до REMIT.
Подання звітности про операції на оптовому енергоринку є обов'язковим для обох сторін операції — продавця та покупця. ACER може пов'язати отримані записи за допомогою унікального ідентифікатора транзакції (UTI), яке є полем у звіті, яке є унікальним на ринку та ідентичним для обох сторін звіту. На практиці цю вимогу важко виконати для суто двосторонніх операцій.

## REMIT у національному законодавстві
Як регламент, REMIT набуває чинности безпосередньо в усіх країнах-членах ЄС. Проте забезпечення виконання та застосування санкцій за можливі порушення залишається відповідальністю держав-членів. Відповідно, повноваження національних регуляторних органів (НРО) і характер санкцій мають бути закріплені в національному законодавстві. У 2014 році Рада європейських регуляторів енергетики (CEER) оприлюднила звіт про впровадження REMIT на національному рівні. У звіті зроблено висновок, що не більше ніж «Більшість держав-членів завершили транспозицію статей 13 і 18 REMIT у національне законодавство, щоб забезпечити наявність у НРО передбачених повноважень щодо розслідування та правозастосування, а також наявність режиму санкцій».

## REMIT в Україні
10 червня 2023 року Верховна Рада України прийняла Закон України «Про внесення змін до деяких законів України щодо запобігання зловживанням на оптових енергетичних ринках».
Закон імплементує у національне законодавство Регламент ЄС № 1227/2011 про доброчесність та прозорість на оптовому енергетичному ринку (REMIT).